# 郡是
郡是株式會社（日语：グンゼ株式会社），簡稱郡是，是日本一家以紡織業中心的製造企業。該企業以其內衣、短襪等產品為大眾所知。

## 簡史
1896年，郡是株式會社由波多野鶴吉創立於京都府何鹿郡，並以蠶業及其相關產業為初始業務。
1980年代，郡是開始投入於工程塑料、電子功能材料及醫療材料等領域。
2008年，郡是在臺灣與華宏公司合資在臺南官田設立觸控面板用ITO薄膜製造廠郡宏光電。
2017年3月10日，郡是宣布將於該年9月底前結束在臺灣的面板業務，並退出其於臺灣所參與的觸控面板薄膜事業，更準備將資源集中在核心（紡織）事業，以期藉此重建企業獲利能力。同時，郡是在2017年度提列了將近26億日圓的特別損失，也宣布出售公司名下位於東京的1棟大樓，以籌募約18億日圓的資本。不過，在IPhone X導入OLED後，該事件帶動高階ITO導電膜相關市場需求，再加上資金挹注及取得潛在客戶支持，郡宏經大股東評估後重整團隊並評估擴充生產線。

## 外部連結
- 官方网站（日語）
- 官方网站（简体中文）
- 郡是（上海）节能设备贸易有限公司---首页（简体中文）
- 上海郡是新包装有限公司 （页面存档备份，存于）（简体中文）
- 郡宏光電 （页面存档备份，存于）（繁體中文）
- 綾部GUNZE廣場 （页面存档备份，存于）（简体中文）